# Эстония на «Евровидении-2024»
Эстония участвовала в конкурсе песни "Евровидение-2024 в Мальмё, Швеция. Эстонская телерадиокомпания Eesti Rahvusringhääling (ERR) организовала национальный финал Eesti Laul 2024, чтобы отобрать эстонскую заявку на участие в конкурсе 2024 года.

## Предыстория
До конкурса 2024 года Эстония участвовала в песенном конкурсе «Евровидение» двадцать восемь раз с момента своего первого участия в 1994 году, выиграв конкурс в 2001 году с песней «Everybody» в исполнении Танела Падара, Дэйва Бентона и 2XL. После введения полуфиналов в 2004 году Эстонии на данный момент удавалось выходить в финал девять раз, в том числе в 2023 году, когда «Bridges» в исполнении Алики заняла восьмое место в финале.
Эстонская национальная телерадиокомпания Эстонская телерадиокомпания Eesti Rahvusringhääling (ERR) транслирует мероприятие на территории Эстонии и организует процесс отбора для участия страны. С момента их дебюта эстонская телерадиокомпания организовала национальные финалы, в которых участвуют несколько исполнителей и песен, чтобы отобрать Эстонию для участия в песенном конкурсе «Евровидение». Конкурс Eesti Laul проводится с 2009 года, и 5 июля 2023 года ERR объявила, что организует конкурс 2024 года, подтвердив тем самым свое участие в конкурсе песни «Евровидение-2024».

## Национальный отбор

### Eesti Laul 2024
Eesti Laul 2024 стала шестнадцатым выпуском эстонского национального отбора Eesti Laul, в ходе которого была выбрана заявка Эстонии на участие в конкурсе песни «Евровидение-2024». Конкурс проводится с 20 января по 17 февраля 2024 года и проводился Тынисом Ниинеметсом и Гретой Кулд. Как и в предыдущих выпусках, Александр Хоботов и Юлия Календа дали русскоязычные комментарии в прямых эфирах Eesti Laul на ETV+.

#### Формат
В июле 2023 года ERR объявили о своем намерении внести изменения в состав съемочной группы отбора, в связи с уходом Томи Рахулы с поста главного продюсера после пяти выпусков, а также в формат конкурса. Позже стало известно, что Кармел Килланди стала его преемницей.
15 сентября 2023 года ERR уточнила детали нового формата. Это включает в себя только один полуфинал 20 января 2024 года и финал 17 февраля 2024 года. В полуфинале соревнуются 15 песен, и пять лучших пройдут в финал, присоединившись к пяти автоматическим отборочным для участия в финале из десяти песен. Результаты полуфинала определяются комбинацией голосов жюри из 35 (или более) членов и общественного телетрансляции за первые отборочные, а также второго тура общественного телетрансляции за остальные отборочные. Песня-победитель в финале также будет выбрана в ходе двух раундов голосования: лучшие песни, отобранные с помощью комбинации международного экспертного жюри из 7 (или более) членов и общественного голосования, пройдут второй тур телетрансляции, чтобы определить победителя.

#### Участники
Окно подачи заявок для заинтересованных артистов было открыто с 15 сентября по 23 октября 2023 года, при этом каждый претендент мог подать максимум пять работ. По крайней мере 50 % исполнителей и/или авторов песен, участвовавших в конкурсе, должны были быть гражданами или резидентами Эстонии, при этом за песни на эстонском языке взимался более низкий сбор по сравнению с песнями на других языках; оба сбора удваивались для работ, поданных за последние два дня до крайнего срока. На момент окончания периода подачи заявок было получено 215 заявок — 88 на эстонском языке, 126 на английском и одна на итальянском.
15 работ полуфиналистов и 5 работ финалистов (плюс две резервные копии) были отобраны жюри из 41 члена, состоящим как из профессионалов, так и из слушателей-неспециалистов, которые не были проинформированы о личности претендентов до тех пор, пока не состоялся отбор. Членами жюри, также объявленными после процесса, были Айри Лийва, Элис Александрини, Андрес Альясте, Андрес Оя, Андрес Панксепп, Анетт Кульбин, Анна-Аурелия Кангур, Берт Брикенфельдт, Данел Пандре, Элина Нечаева, Эверт Поом, Герд Эстон Сепп, Ханна-Лиина Выса, Хейни Вайкмаа, Иви Рауси, Юхан Паадам, Юри Наэль, Койт Раудсепп, Лаури Лиив, Магнус Мююрсепп, Майан Кярмас, Марго Суур, Мария Листра, Мартин Корюс, Мартин Трудников, Отт Лепланд, Оуэ Петерселл, Пилле Минев, Прийт Паюсаар, Райво Оя, Рауно Маркс, Рейн Фукс, Рийво Калласмаа, Роберт Кырвиц, Стен Хейноя, Стен Теппан, Тармо Кримм, Юлар-Йоханнес Пальм, Вайко Эплик, Вероника Портсмут и Ясмин. Избранные исполнители и конкурсные работы были объявлены во время ежедневных трансляций развлекательной программы ETV Ringvaade 6 и 7 ноября 2023 года. Несмотря на то, что выпуск был запланирован на 8 декабря 2023 года, некоторые из них просочились в сеть накануне.
Среди отобранных артистов-конкурсантов была Лаура, которая представляла Эстонию в 2005 году в составе группы Suntribe и в 2017 году вместе с Койтом Тооме.
| Артист                    | Песня                                                | Язык       | Перевод                                         | Автор(ы) песен                                                                 |
| ------------------------- | ---------------------------------------------------- | ---------- | ----------------------------------------------- | ------------------------------------------------------------------------------ |
| 5miinust и Puuluup        | «(Nendest) narkootikumidest ei tea me (küll) midagi» | Эстонский  | «О (этих) наркотиках мы (хотя) ничего не знаем» | Kim Wennerström kohver Lancelot Marko Veisson Päevakoer Põhja Korea Ramo Teder |
| Anet Vaikmaa              | «Serotoniin»                                         | Эстонский  | «Серотонин»                                     | Свен Лыхмус                                                                    |
| Antsud                    | «Vetevaim»                                           | Эстонский  | «Водный дух»                                    | Aile Alveus Antsud                                                             |
| Brother Apollo            | «Bad Boy»                                            | Английский | «Плохой мальчик»                                | Erkki Sippel Joseph Miettinen                                                  |
| Carlos Ukareda            | «Never Growing Up»                                   | Английский | «Никогда не повзрослеешь»                       | Carlos Ukareda                                                                 |
| Cartoon и Эверт Сундья    | «Oblivion»                                           | Английский | «Забвение»                                      | Ewert Sundja Hugo Martin Maasikas Joosep Järvesaar                             |
| Cecilia                   | «FOMO»                                               | Английский | «ФОМО»                                          | Cecilia-Martina Mägi Liis Hainla Sander Sadam                                  |
| Daniel Levi               | «Over the Moon»                                      | Английский | «На седьмом небе от счастья»                    | Daniel Levi Viinalass Vallo Kikas Виктор Крон                                  |
| Ewert and The Two Dragons | «Hold Me Now»                                        | Английский | «Обними меня сейчас»                            | Erki Pärnoja Эверт Сундья Ivo Etti Kristjan Kallas                             |
| Inga                      | «No Dog on a Leash»                                  | Английский | «Без собаки на поводке»                         | Inga Tislar Markus Palo                                                        |
| Ingmar                    | «Dreaming»                                           | Английский | «Мечтающий»                                     | Ingmar Erik Kiviloo                                                            |
| Лаура                     | «Here’s Where I Draw the Line»                       | Английский | «Вот где я провожу черту»                       | Johannes Lõhmus Laura Põldvere                                                 |
| Неле-Лиис Вайксоо         | «Käte ümber jää»                                     | Эстонский  | «Лёд вокруг рук»                                | Allan Kasuk Marek Sadam Неле-Лиис Вайксоо Peter Põder                          |
| Ollie                     | «My Friend»                                          | Английский | «Мой друг»                                      | Оливер Мазурчак                                                                |
| Peter Põder               | «Korra veel»                                         | Эстонский  | «Ещё раз»                                       | Peter Põder                                                                    |
| Silver Jusilo             | «Lately»                                             | Английский | «Недавно»                                       | Silver Jusilo Markus Palo                                                      |
| София Рубина              | «Be Good»                                            | Английский | «Будь добр»                                     | Jason Hunter Renae Rain Robert Stanley Montes                                  |
| Traffic                   | «Wunderbar»                                          | Эстонский  | «Чудесно»                                       | Стиг Ряста Silver Laas                                                         |
| Уудо Сепп и Сара Мюррей   | «Still Love»                                         | Английский | «Ещё люблю»                                     | Aleksi Wiklund Joel Sundkvist Liis Hainla Уудо Сепп                            |
| Yonna                     | «I Don’t Know About You»                             | Английский | «Я не знаю о тебе»                              | Johanna Eendra Jakob Kaarma Semjon Greef                                       |

### Полуфинал
Полуфинал состоялся 20 января 2024 года в спортивном зале Тартуского университета в Тарту. Город, избранный культурной столицей Европы на 2024 год, фигурировал в рекламных роликах, транслировавшихся во время шоу. В шоу также были представлены приглашенные выступления танцевальной команды Põmaki! (режиссер Ингмар Йыэла) и бывшая участница Eesti Laul Анетт Кульбин с Ангусом, который спел «Tattoo».
Шаблон:Legend-inline
Шаблон:Legend-inline
| Номер | Артист                    | Песня                                                | Язык       | Перевод                                         | Жюри   | Жюри  | Телеголосование | Телеголосование | Всего | Место |
| Номер | Артист                    | Песня                                                | Язык       | Перевод                                         | Голоса | Место | Голоса          | Место           | Всего | Место |
| ----- | ------------------------- | ---------------------------------------------------- | ---------- | ----------------------------------------------- | ------ | ----- | --------------- | --------------- | ----- | ----- |
| 1     | 5miinust и Puuluup        | «(Nendest) narkootikumidest ei tea me (küll) midagi» | Эстонский  | «О (этих) наркотиках мы (хотя) ничего не знаем» | 218    | 4     | 6,794           | 12              | 16    | 2     |
| 2     | Inga                      | «No Dog on a Leash»                                  | Английский | «Без собаки на поводке»                         | 269    | 8     | 640             | 2               | 10    | 7     |
| 3     | Ollie                     | «My Friend»                                          | Английский | «Мой друг»                                      | 242    | 7     | 3,242           | 10              | 17    | 1     |
| 4     | Yonna                     | «I Don’t Know About You»                             | Английский | «Я не знаю о тебе»                              | 151    | 0     | 343             | 0               | 0     | 13    |
| 5     | Peter Põder               | «Korra veel»                                         | Эстонский  | «Ещё раз»                                       | 117    | 0     | 323             | 0               | 0     | 14    |
| 6     | Cartoon и Эверт Сундья    | «Oblivion»                                           | Английский | «Забвение»                                      | 286    | 10    | 640             | 1               | 11    | 6     |
| 7     | Traffic                   | «Wunderbar»                                          | Эстонский  | «Чудесно»                                       | 242    | 6     | 983             | 6               | 12    | 4     |
| 8     | Ingmar                    | «Dreaming»                                           | Английский | «Мечтающий»                                     | 195    | 3     | 1,868           | 8               | 11    | 5     |
| 9     | Anet Vaikmaa              | «Serotoniin»                                         | Эстонский  | «Серотонин»                                     | 170    | 0     | 892             | 5               | 5     | 9     |
| 10    | Лаура                     | «Here’s Where I Draw the Line»                       | Английский | «Вот где я провожу черту»                       | 174    | 1     | 1,321           | 7               | 8     | 8     |
| 11    | София Рубина              | «Be Good»                                            | Английский | «Будь добр»                                     | 236    | 5     | 188             | 0               | 5     | 11    |
| 12    | Antsud                    | «Vetevaim»                                           | Эстонский  | «Водный дух»                                    | 121    | 0     | 394             | 0               | 0     | 12    |
| 13    | Silver Jusilo             | «Lately»                                             | Английский | «Недавно»                                       | 99     | 0     | 305             | 0               | 0     | 15    |
| 14    | Cecilia                   | «FOMO»                                               | Английский | «ФОМО»                                          | 185    | 2     | 720             | 3               | 5     | 10    |
| 15    | Ewert and The Two Dragons | «Hold Me Now»                                        | Английский | «Обними меня сейчас»                            | 295    | 12    | 802             | 4               | 16    | 3     |

| Артист                 | Песня                          | Язык       | Перевод                   | Телеголосование | Место |
| ---------------------- | ------------------------------ | ---------- | ------------------------- | --------------- | ----- |
| Anet Vaikmaa           | «Serotoniin»                   | Эстонский  | «Серотонин»               | 1,864           | 1     |
| Antsud                 | «Vetevaim»                     | Эстонский  | «Водный дух»              | 199             | 10    |
| Cartoon и Эверт Сундья | «Oblivion»                     | Английский | «Забвение»                | 850             | 5     |
| Cecilia                | «FOMO»                         | Английский | «ФОМО»                    | 515             | 6     |
| Inga                   | «No Dog on a Leash»            | Английский | «Без собаки на поводке»   | 435             | 7     |
| Ingmar                 | «Dreaming»                     | Английский | «Мечтающий»               | 1,078           | 4     |
| Лаура                  | «Here’s Where I Draw the Line» | Английский | «Вот где я провожу черту» | 349             | 8     |
| Peter Põder            | «Korra veel»                   | Эстонский  | «Ещё раз»                 | 1,413           | 2     |
| Silver Jusilo          | «Lately»                       | Английский | «Недавно»                 | 109             | 11    |
| София Рубина           | «Be Good»                      | Английский | «Будь добр»               | 102             | 12    |
| Traffic                | «Wunderbar»                    | Эстонский  | «Чудесно»                 | 1,278           | 3     |
| Yonna                  | «I Don’t Know About You»       | Английский | «Я не знаю о тебе»        | 213             | 9     |

### Финал
Финал состоялся 17 февраля 2024 года в Таллине.
| Номер | Артист                    | Песня                                                | Язык       | Перевод                                         | Жюри   | Жюри  | Телеголосование | Телеголосование | Всего | Место |
| Номер | Артист                    | Песня                                                | Язык       | Перевод                                         | Голоса | Место | Голоса          | Место           | Всего | Место |
| ----- | ------------------------- | ---------------------------------------------------- | ---------- | ----------------------------------------------- | ------ | ----- | --------------- | --------------- | ----- | ----- |
| 1     | Brother Apollo            | «Bad Boy»                                            | Английский | «Плохой мальчик»                                | 43     | 3     | 413             | 1               | 4     | 10    |
| 2     | Carlos Ukareda            | «Never Growing Up»                                   | Английский | «Никогда не повзрослеешь»                       | 54     | 6     | 634             | 2               | 8     | 6     |
| 3     | Ewert and The Two Dragons | «Hold Me Now»                                        | Английский | «Обними меня сейчас»                            | 43     | 4     | 806             | 3               | 7     | 7     |
| 4     | Anet Vaikmaa              | «Serotoniin»                                         | Эстонский  | «Серотонин»                                     | 63     | 7     | 2,945           | 6               | 13    | 5     |
| 5     | Ollie                     | «My Friend»                                          | Английский | «Мой друг»                                      | 74     | 12    | 7,384           | 10              | 22    | 1     |
| 6     | Daniel Levi               | «Over the Moon»                                      | Английский | «На седьмом небе от счастья»                    | 43     | 5     | 4,040           | 8               | 13    | 4     |
| 7     | Уудо Сепп и Сара Мюррей   | «Still Love»                                         | Английский | «Ещё люблю»                                     | 33     | 1     | 1,179           | 5               | 6     | 8     |
| 8     | Peter Põder               | «Korra veel»                                         | Эстонский  | «Ещё раз»                                       | 33     | 2     | 1,092           | 4               | 6     | 9     |
| 9     | 5miinust и Puuluup        | «(Nendest) narkootikumidest ei tea me (küll) midagi» | Эстонский  | «О (этих) наркотиках мы (хотя) ничего не знаем» | 67     | 8     | 16,740          | 12              | 20    | 2     |
| 10    | Неле-Лиис Вайксоо         | «Лёд вокруг рук»                                     | Эстонский  | «Käte ümber jää»                                | 69     | 10    | 3,152           | 7               | 17    | 3     |

| Артист             | Песня                                                | Язык       | Перевод                                         | Телеголосование | Место |
| ------------------ | ---------------------------------------------------- | ---------- | ----------------------------------------------- | --------------- | ----- |
| 5miinust и Puuluup | «(Nendest) narkootikumidest ei tea me (küll) midagi» | Эстонский  | «О (этих) наркотиках мы (хотя) ничего не знаем» | 26,422          | 1     |
| Неле-Лиис Вайксоо  | «Лёд вокруг рук»                                     | Эстонский  | «Käte ümber jää»                                | 5,014           | 3     |
| Ollie              | «My Friend»                                          | Английский | «Мой друг»                                      | 12,494          | 2     |

#### Рейтинги
| Шоу       | Дата выхода в эфир | Средняя аудитория | Доля (%) | Средний рейтинг\|Средняя аудитория в процентах от общей численности населения Эстонии (%) | Общая аудитория | Общий рейтинг\|Общая аудитория в процентах от общей численности населения Эстонии (%) |
| --------- | ------------------ | ----------------- | -------- | ----------------------------------------------------------------------------------------- | --------------- | ------------------------------------------------------------------------------------- |
| Полуфинал | 20 января 2024     | 155,000           | 36.7%    | 13.6%                                                                                     | 255,000         | 22.4%                                                                                 |
| Финал     | 17 февраля 2024    | 191,000           | 41.5%    | 16.6%                                                                                     | 297,000         | 25.9%                                                                                 |

### Подготовка и продвижение
В соответствии с регламентом "Евровидения", который запрещает любые ссылки на товарные знаки, упоминание о чипсах Lay's было удалено из куплета песни "(Nendest) narkootikumidest ei tea me (küll) midagi" перед конкурсом. В рамках своего участия в конкурсе, 5miinust и Puuluup посетили в Барселоне вечеринку "Евровидение" 6 апреля 2024 года, в Лондоне вечеринка "Евровидение" состоялась 7 апреля 2024 года и вечеринка "Северное Евровидение" в Стокгольме 14 апреля 2024 года.

## Евровидение 2024

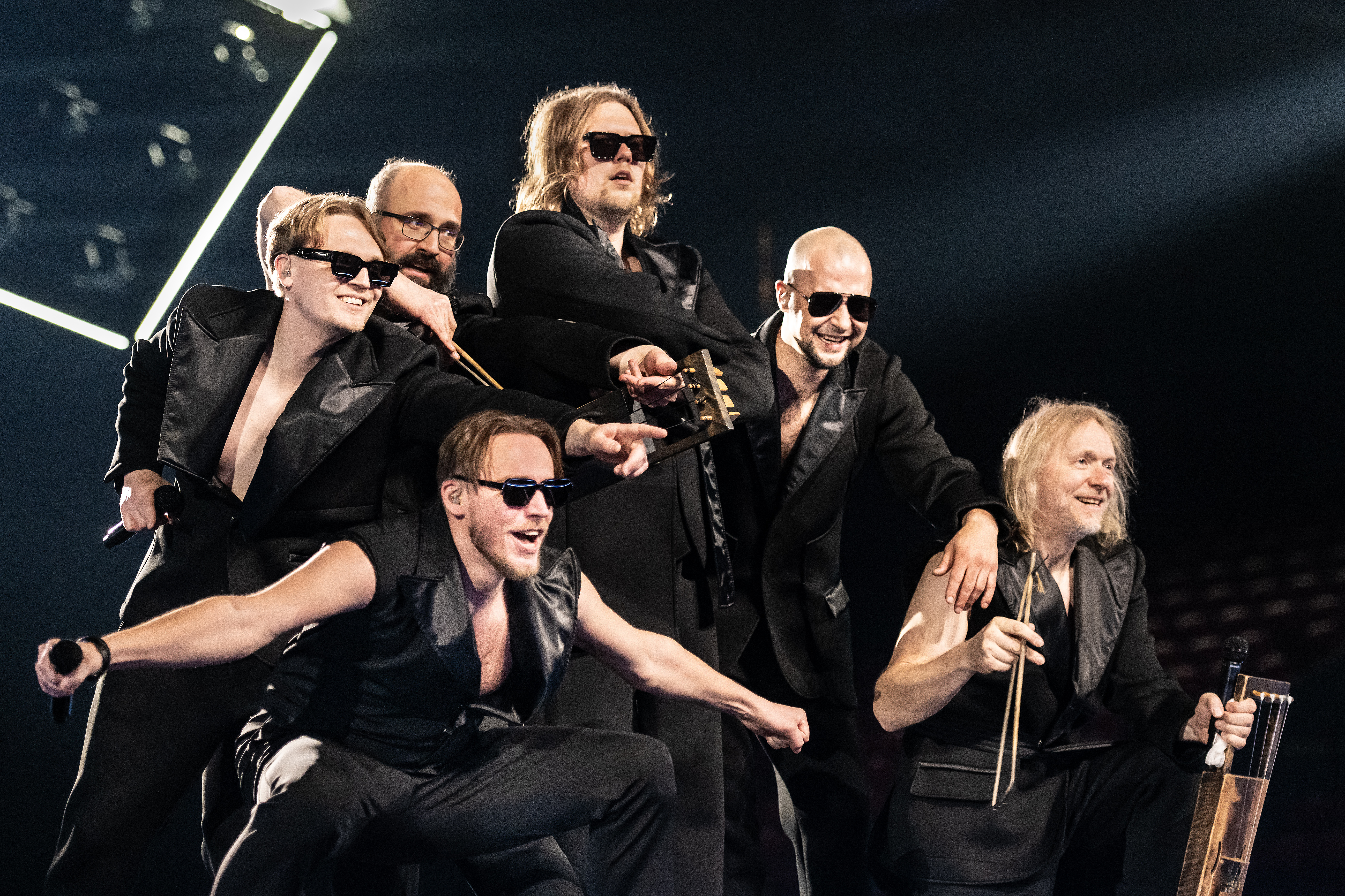
5 минут назад во время репетиции перед финалом.

Согласно правилам "Евровидения", все страны, за исключением принимающей страны и "Большой пятёрки" (Франция, Германия, Италия, Испания и Великобритания), должны пройти квалификацию в одном из двух полуфиналов; десять лучших стран из каждого полуфинала проходят в финал. Европейский вещательный союз (EBU) разделил страны-участницы на шесть разных групп, основываясь на результатах голосования в предыдущих конкурсах, при этом страны с благоприятной историей голосования были включены в одну группу. 30 января 2024 года была проведена жеребьёвка, в ходе которой каждая страна попала в один из двух полуфиналов, а также было определено, в какой половине шоу они будут выступать. Эстония прошла во второй полуфинал, который должен был состояться 9 мая 2024 года, и должна была выступить во второй половине шоу.
Как только были опубликованы все песни, участвовавшие в конкурсе 2024 года, порядок проведения полуфиналов был определён продюсерами шоу, а не путем повторной жеребьёвки, чтобы похожие песни не размещались рядом друг с другом. Эстония должна была занять 13-ю позицию после Бельгии и Израилем.
В Эстонии все передачи транслировались на ETV с комментариями Марко Рейкопа на эстонском языке, на ETV+ с комментариями на русском языке Александра Хоботова и Юлии Календы, а также на ETV2 с переводчиками эстонский язык жестов.
Кроме того, в преддверии конкурса ERR вновь организовало и транслировало предварительный просмотр конкурса песни "Евровидение" в период с 31 марта по 5 мая 2024 года; организатор — Eesti laul ведущие Грете Кулд и Тынис Ниинеметс в каждом эпизоде представляли жюри, состоящее из телеведущих и представителей общественности, которые обсуждали и оценивали конкурсные работы, в конечном счёте, определив ряд фаворитов, а именно Австрия, Кипр, Ирландия, Италия, Норвегия, Украина. В рамках подготовки программ Евровидения ERR также сотрудничал с DR DR и SVT наряду с другими вещательными компаниями — членами ЕВС, а именно ARD/WDR, BBC, ČT, ERR, France Télévisions, NRK, NTR, RÚV, VRT и Yle подготовят и выпустят в эфир документальный фильм под названием "АББА вопреки всему", посвященный 50-летию победы на конкурсе с песней "Waterloo" группы ABBA.
В конце марта 2024 года была снята эстонская открытка, которую должны были показывать перед выступлением страны на каждом шоу. Съемки проходили в той же промышленной зоне Эстонии, где снимался клип на песню "(Nendest) narkootikumidest ei tea me (küll) midagi".

### Полуфинал
5miinust и Puuluup приняли участие в технических репетициях 30 апреля и 3 мая, за которыми последовали генеральные репетиции 8 и 9 мая. Для выступления на конкурсе с песней "(Nendest) narkootikumidest ei tea me (küll) midagi" все они были одеты в чёрное.
В конце шоу было объявлено, что Эстония вошла в топ-10 и прошла в финал. Позже выяснилось, что Эстония заняла шестое место в полуфинале, набрав в общей сложности 79 баллов.

### Финал
После полуфинала Эстония попала в финал по программе "выбор продюсера", что означает, что страна выступала в той половине, которую определили продюсеры конкурса. Позже стало известно, что Эстония выступит на 9-й позиции, после Испании и до выхода Ирландии.
Эстония в очередной раз приняла участие в генеральных репетициях 10 и 11 мая перед финалом, в том числе в финале жюри, где профессиональные члены жюри отдали свои окончательные голоса перед выступлением в прямом эфире. 5miinust и Puuluup повторили своё выступление в полуфинале во время финала 11 мая. Эстония заняла в финале двадцатое место, набрав 37 баллов: 33 балла по результатам телетрансляции и 4 балла от жюри.

### Голосование
Ниже приведена разбивка очков, набранных Эстонией во втором полуфинале и финале. В ходе голосования во время трёх шоу каждая страна набирала баллы от 1 до 8, 10 и 12 баллов: один балл присуждался профессиональным жюри, а другой — телезрителями в финальном голосовании, в то время как полуфинальное голосование было полностью основано на голосовании публики. В состав эстонского жюри входили Элис Александриди, Олави Пихламяги, Рольф Роозалу, Стен Теппан и Кайре Вилгатс. Во втором полуфинале Эстония заняла шестое место с 79 очками, получив максимум двенадцать баллов от Латвии. В финале Эстония заняла 20-е место с 37 очками, получив двенадцать баллов от Латвии в телевизионном голосовании. В ходе конкурса Эстония набрала свои 12 баллов во втором полуфинале у Латвии, а в финале — у Швейцарии и Украины (телезрители).
Представителем эстонского жюри во время финала была Биргит Саррап, которая представляла Эстонию на конкурсе 2013 года, который также проходил в Мальмё.

#### Баллы, данные Эстонией
| Счёт      | Телеголосование                         |
| --------- | --------------------------------------- |
| 12 баллов | Латвия                                  |
| 10 баллов | Израиль                                 |
| 8 баллов  |                                         |
| 7 баллов  | - Австрия - Шаблон:EscRotW - Нидерланды |
| 6 баллов  | Чехия                                   |
| 5 баллов  | Швейцария                               |
| 4 балла   | - Бельгия - Дания Норвегия              |
| 3 балла   | - Албания - Италия                      |
| 2 балла   | - Армения - Франция - Греция            |
| 1 балл    | Сан-Марино                              |

| Счёт      | Телеголосование      | Жюри               |
| --------- | -------------------- | ------------------ |
| 12 баллов | Латвия               |                    |
| 10 баллов |                      |                    |
| 8 баллов  |                      |                    |
| 7 баллов  | Финляндия            |                    |
| 6 баллов  | Литва                |                    |
| 5 баллов  |                      |                    |
| 4 балла   | - Хорватия - Украина |                    |
| 3 балла   |                      |                    |
| 2 балла   |                      | - Австрия - Италия |
| 1 балл    |                      |                    |

| Счёт      | Телеголосование |
| --------- | --------------- |
| 12 баллов | Латвия          |
| 10 баллов | Нидерланды      |
| 8 баллов  | Израиль         |
| 7 баллов  | Швейцария       |
| 6 баллов  | Норвегия        |
| 5 баллов  | Дания           |
| 4 балла   | Армения         |
| 3 балла   | Австрия         |
| 2 балла   | Чехия           |
| 1 балл    | Грузия          |

| Счёт      | Телеголосование | Жюри      |
| --------- | --------------- | --------- |
| 12 баллов | Украина         | Швейцария |
| 10 баллов | Хорватия        | Украина   |
| 8 баллов  | Финляндия       | Хорватия  |
| 7 баллов  | Швейцария       | Франция   |
| 6 баллов  | Израиль         | Швеция    |
| 5 баллов  | Франция         | Израиль   |
| 4 балла   | Литва           | Германия  |
| 3 балла   | Латвия          | Италия    |
| 2 балла   | Ирландия        | Литва     |
| 1 балл    | Швеция          | Латвия    |

#### Детальные результаты голосования
Жюри от каждой страны состояло из пяти профессионалов музыкальной индустрии, которые являются гражданами страны, которую они представляют. Каждое жюри и каждый отдельный член жюри должны соответствовать строгому набору критериев, касающихся профессиональной подготовки, а также различий по полу и возрасту. Ни одному члену национального жюри не разрешалось быть каким-либо образом связанным с каким-либо из конкурирующих проектов таким образом, чтобы они не могли голосовать беспристрастно и независимо. Вскоре после финала были опубликованы индивидуальные рейтинги каждого члена жюри, а также результаты общенационального телевизионного голосования. 
В состав эстонского жюри вошли следующие члены:
- Элис Александриди;
- Олави Пихламяги;
- Рольф Роозалу;
- Стен Теппан;
- Кайре Вилгатс

| Номер | Страна     | Телеголосование | Телеголосование |
| Номер | Страна     | Ранг            | Баллы           |
| ----- | ---------- | --------------- | --------------- |
| 01    | Мальта     | 14              |                 |
| 02    | Албания    | 15              |                 |
| 03    | Греция     | 12              |                 |
| 04    | Швейцария  | 4               | 7               |
| 05    | Чехия      | 9               | 2               |
| 06    | Австрия    | 8               | 3               |
| 07    | Дания      | 6               | 5               |
| 08    | Армения    | 7               | 4               |
| 09    | Латвия     | 1               | 12              |
| 10    | Сан-Марино | 13              |                 |
| 11    | Грузия     | 10              | 1               |
| 12    | Бельгия    | 11              |                 |
| 13    | Эстония    |                 |                 |
| 14    | Израиль    | 3               | 8               |
| 15    | Норвегия   | 5               | 6               |
| 16    | Нидерланды | 2               | 10              |

| Номер | Страна         | Жюри    | Жюри    | Жюри    | Жюри    | Жюри    | Жюри | Жюри  | Телеголосование | Телеголосование |
| Номер | Страна         | Судья A | Судья B | Судья C | Судья D | Судья E | Ранг | Баллы | Ранг            | Баллы           |
| ----- | -------------- | ------- | ------- | ------- | ------- | ------- | ---- | ----- | --------------- | --------------- |
| 01    | Швеция         | 5       | 3       | 9       | 17      | 2       | 5    | 6     | 10              | 1               |
| 02    | Украина        | 2       | 2       | 3       | 4       | 13      | 2    | 10    | 1               | 12              |
| 03    | Германия       | 15      | 9       | 6       | 5       | 12      | 7    | 4     | 16              |                 |
| 04    | Люксембург     | 14      | 21      | 16      | 18      | 20      | 23   |       | 20              |                 |
| 05    | Нидерланды     | 25      | 22      | 24      | 25      | 16      | 25   |       | N/A             |                 |
| 06    | Израиль        | 13      | 5       | 2       | 6       | 19      | 6    | 5     | 5               | 6               |
| 07    | Литва          | 6       | 8       | 12      | 22      | 6       | 9    | 2     | 7               | 4               |
| 08    | Испания        | 22      | 14      | 20      | 14      | 7       | 17   |       | 14              |                 |
| 09    | Эстония        |         |         |         |         |         |      |       |                 |                 |
| 10    | Ирландия       | 21      | 25      | 5       | 16      | 21      | 16   |       | 9               | 2               |
| 11    | Латвия         | 20      | 11      | 18      | 3       | 10      | 10   | 1     | 8               | 3               |
| 12    | Греция         | 9       | 24      | 23      | 12      | 11      | 18   |       | 19              |                 |
| 13    | Великобритания | 24      | 4       | 11      | 10      | 22      | 11   |       | 18              |                 |
| 14    | Норвегия       | 7       | 15      | 21      | 15      | 8       | 13   |       | 11              |                 |
| 15    | Италия         | 4       | 10      | 8       | 20      | 9       | 8    | 3     | 15              |                 |
| 16    | Сербия         | 16      | 7       | 7       | 19      | 24      | 14   |       | 23              |                 |
| 17    | Финляндия      | 23      | 12      | 13      | 7       | 17      | 15   |       | 3               | 8               |
| 18    | Португалия     | 17      | 20      | 17      | 8       | 25      | 21   |       | 22              |                 |
| 19    | Армения        | 11      | 23      | 14      | 23      | 4       | 12   |       | 12              |                 |
| 20    | Кипр           | 18      | 19      | 10      | 24      | 18      | 22   |       | 17              |                 |
| 21    | Швейцария      | 1       | 1       | 1       | 2       | 3       | 1    | 12    | 4               | 7               |
| 22    | Словения       | 19      | 18      | 19      | 13      | 23      | 24   |       | 24              |                 |
| 23    | Хорватия       | 10      | 6       | 4       | 9       | 1       | 3    | 8     | 2               | 10              |
| 24    | Грузия         | 12      | 17      | 22      | 11      | 15      | 20   |       | 21              |                 |
| 25    | Франция        | 3       | 13      | 15      | 1       | 5       | 4    | 7     | 6               | 5               |
| 26    | Австрия        | 8       | 16      | 25      | 21      | 14      | 19   |       | 13              |                 |

## Записи
1. ↑  Содержит одно слово на немецком языке
2. ↑  Содержит одно слово на немецком языке
3. ↑  Содержит одно слово на немецком языке
4. ↑  Нидерланды были дисквалифицированы до начала финала.[47][48]